# Harvey Birdman: Attorney at Law (jogo eletrônico)
Harvey Birdman: Attorney at Law é um jogo de aventura e visual novel de 2008 desenvolvido pela High Voltage Software e publicado pela Capcom para Wii, PlayStation 2 e Playstation Portable em 8 de janeiro de 2008. O jogo é baseado na série animada de televisão homônima, com a colaboração dos roteiristas e dubladores da animação. A jogabilidade é fortemente inspirada na série Ace Attorney da Capcom.

## Jogabilidade
A jogabilidade é baseada na série Ace Attorney da Capcom, com jogadores coletando evidências nas cenas dos crimes e interrogando testemunhas durante os julgamentos, mas com o humor e a estética de Harvey Birdman. Cada um dos cinco casos do jogo apresenta uma participação especial oculta de um personagem do jogo de luta da Capcom Street Fighter; se você encontrar todos eles poderá desbloquear cinco vídeos bônus com erros de gravação do jogo e destaques de piadas do programa.

## Enredo
No primeiro caso do jogo, "The Burning Question", Peter Potamus é acusado de incendiar metade da casa de Harvey Birdman. No segundo caso, "The Cleaning Crew", Magilla Gorilla e Secret Squirrel são acusados de roubar o escritório de Harvey. No terceiro caso, "From Glamour to Slamour", a última mudança de nome de Yakky Doodle o leva à prisão quando o nome Nailgun faz as autoridades pensarem que ele é o criminoso de mesmo nome. Harvey sai em defesa de Yakky, mas acaba sendo preso depois que é descoberto que sua licença expirou. No quarto caso, “Personal Piracy”, Peanut é suspeito de copiar músicas controladas pela RIAA sem permissão. No último caso do jogo, "Two Birds, One Throne", Blue Falcon é colocado no comando durante a ausência de Phil e engana Birdman para que ele contrate promotores para seu próprio julgamento.

## Recepção
O jogo recebeu críticas "mistas" em todas as plataformas, de acordo com o site agregador de críticas Metacritic.
A Maxim deu ao jogo uma pontuação de três estrelas de cinco e disse que era "realmente engraçado e, ao contrário do jogo dos Simpsons, é realmente divertido de jogar. O jogo é inspirado diretamente na própria série Phoenix Wright da Capcom. [...] É curto o suficiente para que você possa terminá-lo em algumas noites, mas todos os personagens do programa marcam presença... junto com seus respectivos dubladores.
No entanto, o AV Club deu à versão PlayStation 2 um C−, chamando-a de "Um aluguel decente, mas não um investimento inteligente”. O New York Times deu uma crítica desfavorável ao jogo, afirmando que o design do jogo era "simplesmente ruim".